# Marr (Schottland)
Marr ist eine der sechs Committee Areas in Aberdeenshire, Schottland. 

## Geographie

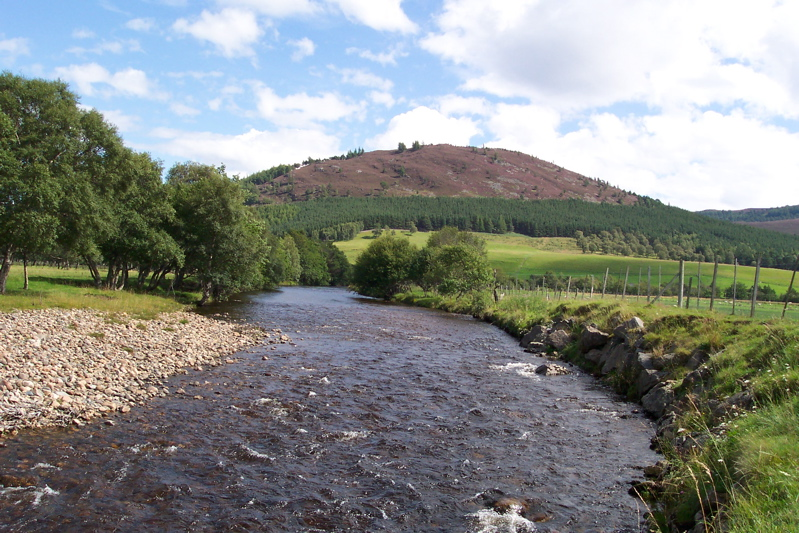
Der Dee bei Braemar

Marr erstreckt sich über den Oberlauf der Flüsse Dee und Don und reicht im Norden bei Huntly bis zum Mittellauf des Deveron. Im Nordwesten wird Marr begrenzt durch die Grampian Mountains, im Süden durch den Gebirgszug der Mounth.
Marr hat 34.495 Einwohner (Fortschreibung 2005), die Fläche beträgt 1942 km². Marr deckt mit einem Anteil von 47 % fast die Hälfte von Aberdeenshire ab und ist zugleich mit einer Bevölkerungsdichte von 12 Einwohnern je km² der am dünnsten besiedelte Bereich von Aberdeenshire. Die größten Orte in Marr sind Banchory (6359 Einwohner), Huntly (4362 Einwohner), Aboyne (2250 Einwohner), Alford (2098 Einwohner) und Ballater (1754 Einwohner). Die Bewohner von Marr werden in Gaelisch als Màrnach bezeichnet.

## Wirtschaft

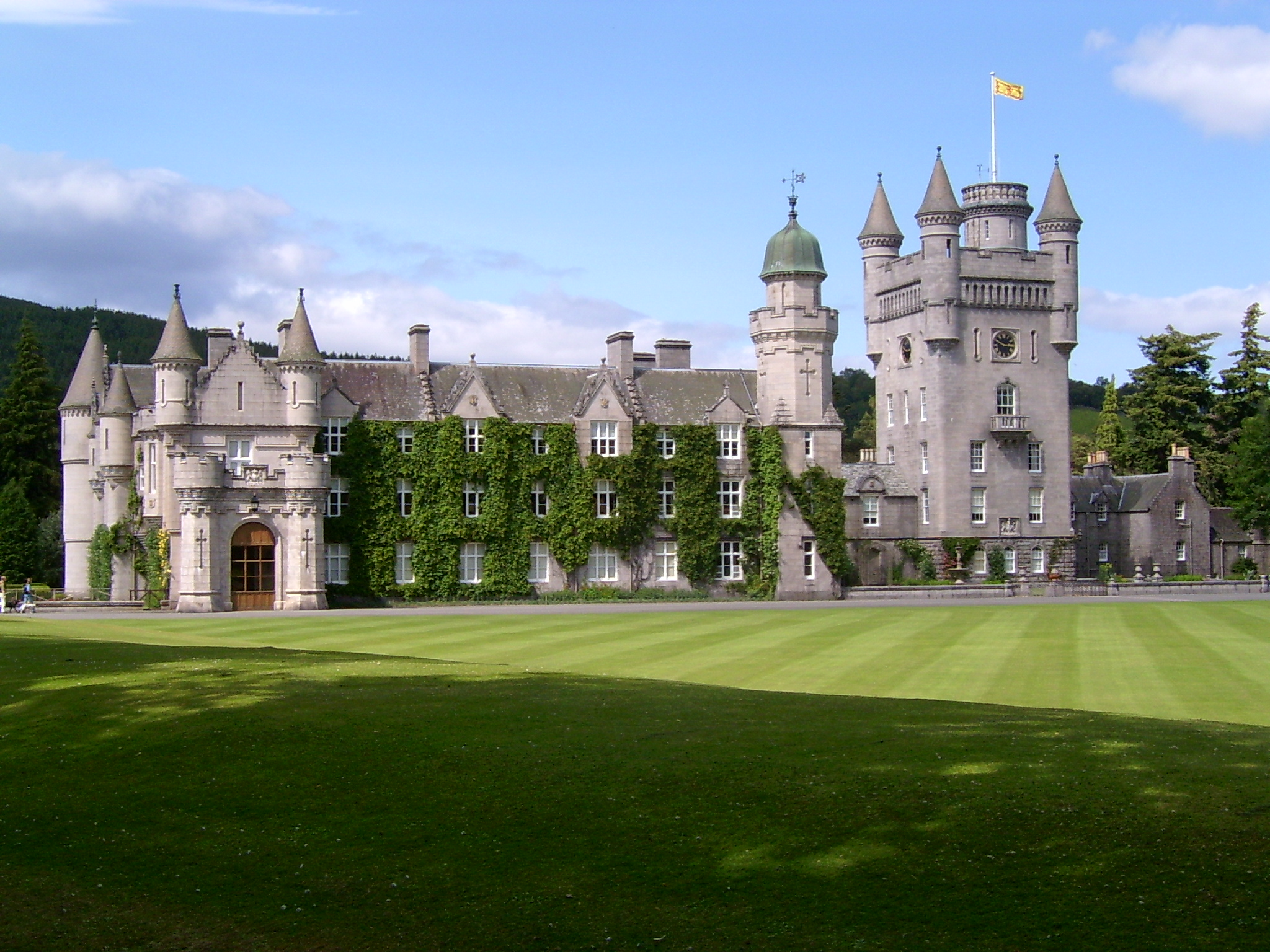
Balmoral Castle

Traditionell ist Marr ein von der Landwirtschaft geprägter Bezirk. Vor allem Viehzucht und Forstwirtschaft spielen hier eine Rolle. Im Osten des Gebietes pendeln die Menschen zunehmend nach Aberdeen. In diesem Bereich ist auch eine zunehmende Bevölkerungszahl zu verzeichnen.

## Tourismus
Im Westen von Marr erstreckt sich der Nationalpark Cairngorms. Entlang des Flusses Dee finden sich viele Burgen und Schlösser, von denen das bekannteste Schloss Balmoral, der Sommersitz der britischen Königin ist. Die Gegend um Balmoral wird auch als Royal Deeside bezeichnet. Die touristische Infrastruktur in diesem Bereich gilt als gut entwickelt.

## Historisches Gebiet Mar

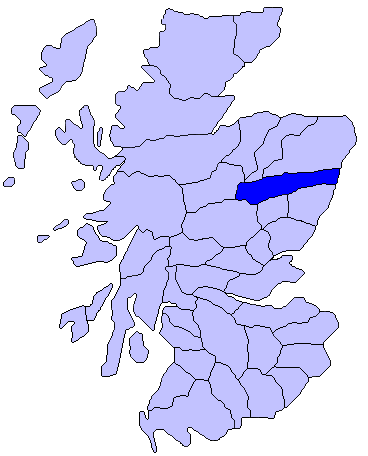
Karte von Schottland mit dem historischen District von Mar

Der Name Marr leitet sich ab von Mar, einem historischen Distrikt Schottlands. Mar erstreckte sich über das Gebiet zwischen dem Fluss Don im Norden und der Bergkette der Mounth südlich des Flusses Dee bis tief in das Gebiet der Grampian Mountains und damit über einen großen Teil des heutigen Aberdeenshire. Im Mittelalter war es zunächst unter der Herrschaft eines Mormaer, des Mormaer of Mar, ab dem 12. Jahrhundert unter einem Earl of Mar. Es ist nicht bekannt, ob zwischen den beiden Titeln eine Verbindung bestand. Inhaber des Titels Earl sind erst ab dem 13. Jahrhundert in gesicherter namentlicher Reihenfolge aufgeführt. Der Distrikt wurde bereits vor der Restrukturierung der schottischen Lokalverwaltung im Jahre 1889 mit Aberdeen zusammengefasst. Damals verschwand der Name Mar als Verwaltungsbezirk. Mar galt (und gilt) aber weiterhin als eine der fünf traditionellen Landschaften von Aberdeenshire.